# DMEL
Der DMEL (englisch Derived Minimum Effect Level, synonym DMEL-Wert, abgeleitete Konzentration mit minimalen Auswirkungen) beschreibt den Expositionsgrenzwert, unterhalb dessen ein minimales, tolerierbares Risiko der Gefährdung der menschlichen Gesundheit besteht.
Er wurde von der Europäischen Chemikalienagentur ergänzend zum aus der REACH-Verordnung stammenden DNEL-Wert (englisch Derived No-Effect Level, abgeleitete Konzentration ohne Auswirkungen) eingeführt. Der DNEL-Wert beschreibt den Expositionsgrenzwert, unterhalb dessen ein Stoff nach dem Kenntnisstand der Wissenschaft zu keiner Beeinträchtigung der menschlichen Gesundheit führt. Der DMEL-Wert ist anders als der DNEL-Wert nicht in der REACH-Verordnung verankert.
In der REACH-Verordnung ist primär das Ziel formuliert, krebserzeugende, mutagene oder reproduktionstoxische Stoffe (CMR-Stoffe) zu ersetzen. In diesem Zusammenhang sieht REACH keine Grenzwerte für Stoffe vor, für die DNEL-Werte nicht bestimmt werden können.
Das sich im DMEL-Wert verbergende akzeptierbare Krebsrisiko ist keine Größe, die wissenschaftlich abgeleitet werden kann, sondern soll Ausdruck eines gesellschaftlichen Konsenses sein. Kritisiert wird an dem Konzept, dass der Registrierungspflichtige (Hersteller oder Importeur) darüber zu entscheiden hat, was ein akzeptierbares Krebsrisiko ist. Das hat zur Folge, dass ein Großteil der Registrierungen für krebserzeugende Stoffe DNEL-Werte aufweist.